# Eleonore Rudolph
Eleonore Rudolph (* 12. Dezember 1923 in Blankenese; † 14. Juli 2021 in Hamburg) war eine deutsche Politikerin der CDU und Mitglied der Hamburgischen Bürgerschaft.

## Leben
Eleonore Rudolph war die Tochter eines in der Weimarer Republik aktiven Sozialdemokraten. Der Vater, der sich den religiösen Sozialisten zurechnete, wurde 1933 zeitweilig von den Nationalsozialisten aus dem Amt eines Lehrers am Christianeum entfernt. Durch die Erfahrung als Kind und junge Frau während der NS-Herrschaft wurde es für sie eine „Verpflichtung“, für ein Demokratisches Allgemeinwesen zu kämpfen.
Nach dem Krieg absolvierte Rudolph ein Studium der Geschichte in Hamburg und Heidelberg. Durch die Erziehung der Kinder und der Tätigkeit als Elternvertreterin machte sie die ersten praktischen Erfahrungen in der Politik.
Sie starb Mitte Juli 2021 im Alter von 97 Jahren.

## Politik
Eleonore Rudolph trat 1965 in die CDU ein und war Deputierte in der Jugendbehörde und später nach der Zusammenlegung in der Schulbehörde. Innerhalb der Partei war sie aktiv in der Hamburger „Frauenvereingung“ (später Frauen-Union) tätig, deren  Ehrenvorsitzende sie war.
Von 1974 bis 2001 war Rudolph Mitglied der Hamburgischen Bürgerschaft. In ihrer ersten Wahlperiode kam sie knapp über den Listenplatz 49 in die Bürgerschaft (die CDU errang 51 Sitze). Danach zog sie immer klar mit einem günstigeren Listenplatz ins Parlament ein. Sie war Fachsprecherin ihrer Fraktion für jugendpolitische Themen. Später wechselte der Schwerpunkt in die allgemeine Sozialpolitik.
In der Bürgerschaft war sie unter anderem in den Ausschüssen für Kultur, Wissenschaft, Schule und Jugend sowie Haushalt vertreten.

## Weitere Ämter
Rudolph engagierte sich außerhalb des Parlaments stark im kirchlichen Bereich. Sie war im Kirchenvorstand der Kreuzkirche Ottensen sowie in der Synode und im Kirchenkreisvorstand Altona. Zudem war sie in vielen Frauenvereinen als Mitglied oder als Gast aktiv. Außerdem war sie von 1999 bis 2007 Landesvorsitzende und Ehrenvorsitzende des Evangelischen Arbeitskreises der CDU Hamburg.

## Ehrungen
Eleonore Rudolph wurde am 12. Dezember 2008 mit dem Bundesverdienstkreuz I. Klasse geehrt.